# Gomphidia interruptstria
Gomphidia interruptstria là loài chuồn chuồn trong họ Gomphidae. Loài này được Zha, Zhang & Zheng mô tả khoa học đầu tiên năm 2005.